# Франческо I Сфорца
Франческо Сфорца (итал. Francesco Sforza; 23 июля 1401, Сан-Миниато — 8 марта 1466, Милан) — основатель миланской ветви династии Сфорца, кондотьер. Брат Алессандро Сфорца, который участвовал в его походах.

## Биография

### Начало жизни
Франческо Сфорца родился в тосканском городе Сан-Миньято, будучи одним из семи незаконнорождённых сыновей кондотьера Муцио Сфорца и Лючии да Торсано. Детство провёл в графстве Трикарико (в современной провинции Базиликата), которое в 1412 году неаполитанский король Владислав временно изъял для него из владений местного знатного семейства Сансеверино. В 1418 году он женился на Полиссене Руффо, дворянке из Калабрии.

### Кондотьер
С 1419 года Франческо Сфорца воевал вместе с отцом, заслужив славу тем, что мог голыми руками сгибать металлические бруски. Позже он показал себя профессиональным тактиком и очень способным лидером на поле боя. После смерти отца в 1424 году он поочередно служил в неаполитанской армии, у римского папы Мартина V, у миланского герцога Филиппо Мария Висконти. После успехов военачальник впал в немилость и был сослан в замок Мортары, фактически стал узником, но вернул себе былое положение после удачного похода против Лукки.
В 1431 году Франческо Сфорца оставил войско папского государства и повёл армию Милана против Венеции, в том же году он обручился с Бьянкой Марией Висконти, дочерью миланского герцога. Однако Филиппо Мария никогда не доверял Сфорца, потому что верность наёмников зависела от платы: в 1433—1435 годах Сфорца сражался против Папского государства на стороне Миланского герцогства, но, завоевав Анкону в Марке, он перешёл в другой лагерь, получив титул подеста города из рук папы римского Евгения IV. В 1436—1439 годах Сфорца воевал попеременно за Флоренцию и Венецию.
В 1440 году феодальные владения Сфорца в Неаполитанском королевстве были оккупированы королём Альфонсом I. Тот был вынужден примириться с Филиппо Висконти, чтобы вернуть свои земли. 25 октября 1441 года в Кремоне он наконец женился на Бианке Марии. На следующий год, объединившись с Рене Анжуйским, претендентом на неаполитанский трон, он выступил в Южную Италию. После неудач в неаполитанском походе Сфорца с помощью Сиджизмондо Пандольфо Малатесты (который был женат на его дочери Полиссене) и венецианцев разбил войска кондотьера Никколо Пиччинино, занявшего владения Сфорца в Романье и Марке, и вернулся в Милан.
Затем Сфорца пришлось воевать сначала с Франческо, приёмным сыном Никколо Пиччинино, над которым он одержал победу в битве при Монтольмо в 1444 году, а затем против союза Висконти, Евгения IV и Сиджизмондо Малатеста (якобы убившего Полиссену, дочь Сфорца). Из этого противостояния кондотьер снова вышел победителем, снова не без помощи венецианцев. В обмен на расторжение союза с Венецией Франческо Сфорца получил звание главнокомандующего (capitano generale) войсками Миланского герцогства.

### Герцог Миланский

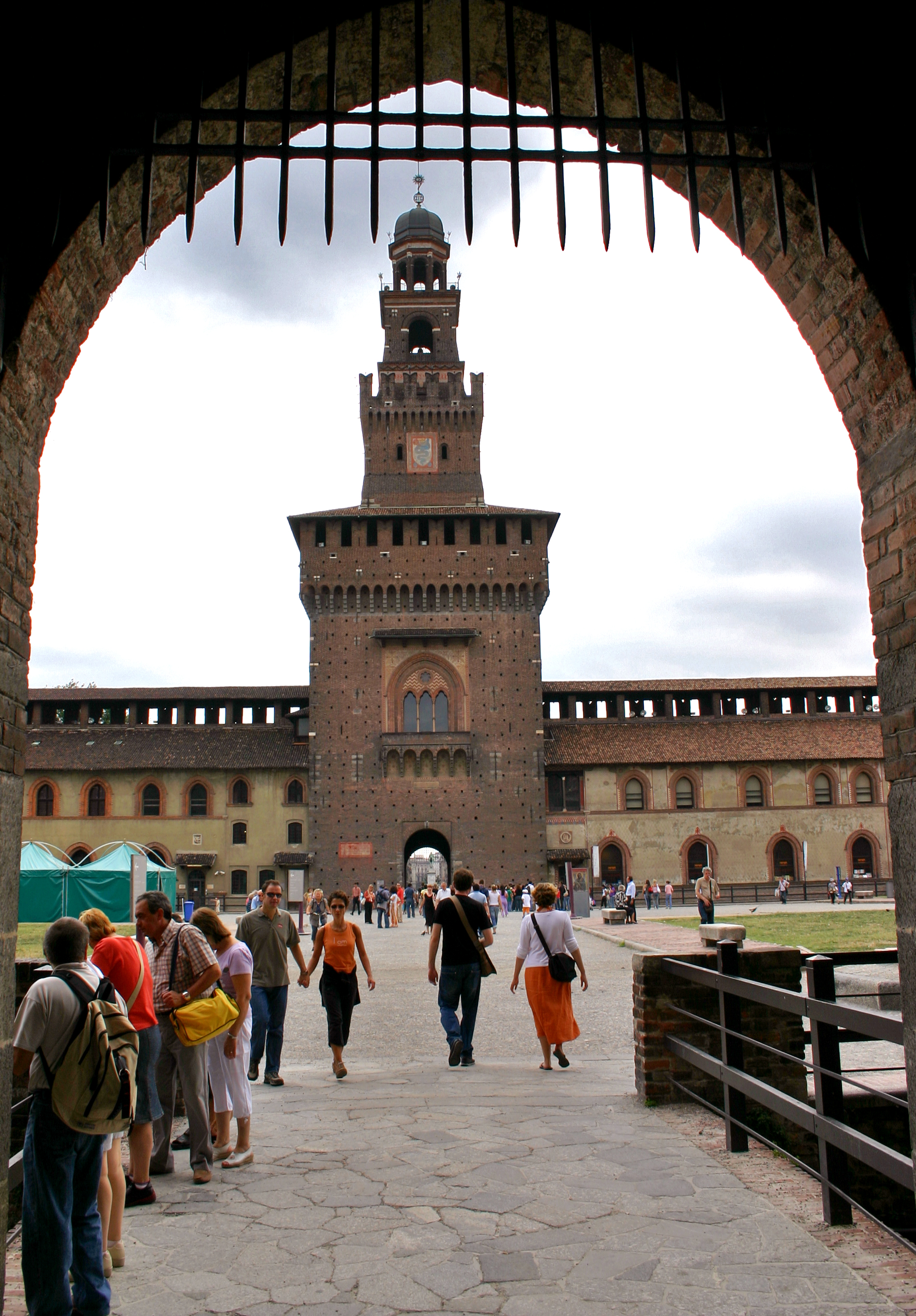
Замок Франческо Сфорца в Милане

После смерти герцога Висконти в 1447 году, не оставившего наследников мужского пола, в Милане вспыхнула междоусобица, целью одной из её сторон было восстановление Амброзийской республики. Сфорца стал сеньором нескольких городов герцогства, включая Павию и Лоди, и перешёл к плану завоевания эфемерной республики в союзе с Вильгельмом VIII Монтфераттским и Венецией. По прошествии нескольких голодных лет в 1450 году в Милане вспыхнул бунт, и сенат города решил передать герцогство Сфорца. Впервые светское учреждение вручало столь высокий титул. В то время как итальянские государства постепенно признали в лице Франческо Сфорца законного герцога Миланского, формальное пожалование от императора Священной Римской империи Сфорца так и не получил. Только в 1494 году император Максимилиан I ввёл во владение Миланским герцогством сына Франческо Лодовико.
Во время умелого и сдержанного правления Сфорца Милан и герцогство были модернизированы, создана эффективная система сбора налогов, которая принесла правительству огромные доходы. Его двор стал одним из центров культуры Возрождения, герцог был популярен среди миланцев. В Милане при нём был основан Большой Госпиталь (Ospedale Maggiore), реставрирован Палаццо делль Арренго (Palazzo dell'Arengo) и проведён канал (Naviglio d'Adda), соединяющий город с рекой Адда.

### Последние годы
В правление Францеско Сфорца в Милане во главе Флоренции фактически стоял Козимо Медичи. Между двумя этими правителями завязалась дружба. Впоследствии это привело к заключению Лодийского мира и созданию Итальянской Лиги — многополярного оборонного союза крупнейших итальянских государств, преуспевшего в стабилизации политической обстановки в Италии. После заключения мира Сфорца отказался от части своих завоеваний в восточной Ломбардии в пользу своих кондотьеров Бартоломео Коллеони, Людовико Гонзаго и после 1451 года — Роберто Сансеверино. Так как король Неаполя Альфонсо I тоже подписал соглашение о вступление в союз, Сфорца перестал поддерживать претендентов на Неаполитанский престол из Анжуйской ветви. Тогда же Сфорца поставил себе целью покорить одно из владений Анжуйской ветви — Геную. И ему это удалось: в 1461 в городе поднялось восстание, новым дожем был избран Спинетта Кампофрегозо, ставленник Сфорца. Сфорца оккупировал Геную и Савону к 1464 году.
Сфорца был одним из первых европейских правителей, чья внешняя политика основывалась на принципе баланса сил, и первым собственно итальянским правителем, проводящим наступательную политику, дабы противостоять государствам вне Апеннинского полуострова, представляющим угрозу (например, Франции). Во многом благодаря усилиям Франческо Сфорца иностранные государства потеряли своё влияние в Италии до конца XV века.
В старости Сфорца страдал отёками и подагрой. В 1462 году распространился слух о том, что он мёртв, в результате чего в Милане начались беспорядки. На самом деле герцог умер только через четыре года.

## Брак и семья
В 1418 году Муцио Аттендоло женил своего сына Франческо на Полиссене Руффо, графине Монтальто. Брак закончился трагически — немногим чем через год молодую женщину и её новорождённую дочку отравила тётка, захватившая её имущество.
В 1441 году Франческо женился на Бьянке Марии Висконти (1425—1468), внебрачной дочери герцога миланского Филиппа Висконти. Бьянка родила ему восьмерых детей:
- Галеаццо Мария (1444—1476), герцог Миланский с 1466 по 1476;
- Ипполита Мария (1445—1488), замужем за Альфонсо II, ставшим королём Неаполя после её смерти;
- Филиппо Мария (1448—1492), граф Корсики и Павии;
- Сфорца Мария (1449—1479), герцог Бари;
- Лодовико (1452—1508), герцог Бари с 1479, затем герцог Миланский с 1494 по 1508;
- Асканио Мария (1455—1505), епископ и кардинал;
- Елизавета Мария (1456—1472), замужем за Гильельмо VIII Палеологом, маркграфом Монферратским;
- Оттавиано Мария (1458—1477), граф Лугано.

Франческо также имел внебрачных детей, точное количество которых неизвестно, однако есть сведения о четырнадцати из них.

## Культурная политика
Также Сфорца был покровителем искусств, при его дворе жил гуманист, писатель Франческо Филельфо.

## В культуре
Франческо Сфорца упомянут несколько раз в книге Никколо Макиавелли «Государь»; в этом произведении отмечается его способность управлять государством.
Кроме того, Франческо Сфорце посвящена отдельная кампания в видеоигре «Age of Empires II: Definitive Edition».